# Nicolaj Thomsen
Nicolaj Thomsen, né le 8 mai 1993 à Skagen au Danemark, est un footballeur international danois, qui joue au poste de milieu de terrain à B 93 Copenhague.
Il a pour particularité d'être handicapé d'un œil, il ne peut en effet utiliser que le droit.  

## Biographie

### Carrière en club

#### AaB Alborg (2011-2016)
Nicolaj Thomsen réalise ses débuts pour l'AaB Aalborg en Superliga danoise contre le FC Midtjylland (1-2) le 4 avril 2012, et dispute l'intégralité de cette rencontre. S'il ne fait que six apparitions (dont cinq remplacements) lors de sa première saison en pro, les saisons suivantes il devient rapidement un élément important de son équipe, prenant part à une quarantaine de matchs chaque saison. Il marque son premier but lors d'une victoire 4-1 en championnat contre le Randers FC le 12 novembre 2013. Nicolaj Thomsen prolonge son contrat en 2013 pour qu'il aille jusqu'au 31 décembre 2016.

#### FC Nantes (2016-2017)
Après cinq saisons dans le même club, Thomsen signe en 2016 un contrat d'une durée de 4 ans avec le FC Nantes. Sa bonne vision du jeu lui a permis d'inscrire son premier but en Ligue 1 contre Dijon FCO dès la première journée. Cependant, il rencontre des difficultés à s'adapter et souhaite et rapidement retourner jouer au Danemark. Il rejoint le FC Copenhague après seulement six mois passés à Nantes.

#### FC Copenhague
En janvier 2017, Nicolaj Thomsen fait son retour au Danemark en s'engageant avec le FC Copenhague.

#### Vålerenga
Le 5 août 2021, Nicolaj Thomsen rejoint la Norvège en s'engageant librement en faveur du Vålerenga Fotball. Il signe un contrat de six mois,.

#### SønderjyskE
Le 24 janvier 2022, lors du mercato hivernal, Nicolaj Thomsen retourne au Danemark pour signer en faveur de SønderjyskE. Il signe un contrat courant jusqu'en juin 2024. Venu avec l'objectif de maintenir le club en première division, il résilie son contrat en juin 2022, le club étant relégué à l'issue de la saison 2021-2022. Une clause dans son contrat lui permet en effet de résilier son contrat en cas de relégation.

#### B 93 Copenhague
Libre de tout contrat après son départ de SønderjyskE, Nicolaj Thomsen rejoint le 19 septembre 2022 le B 93 Copenhague, club évoluant alors en troisième division danoise.

### En sélection

#### Jeunes
La première apparition de Thomsen sous les couleurs danoises a lieu le 1er mars 2011 avec les -18 ans. Il intégré par la suite les rangs des sélections des -19 ans et des espoirs. Il inscrit même contre l'Islande espoirs le but qui qualifie le Danemark pour le championnat d'Europe espoirs 2015.

#### Danemark
Le 18 novembre 2014, Nicolaj Thomsen dispute ce qui à ce jour reste son seul match avec la sélection de son pays. Il s'agit d'un match amical contre la Roumanie disputé à Bucarest, qui s'achève sur une victoire des locaux sur le score de 2 à 0, grâce à deux buts de l'ancien nantais Claudiu Keșerü.

## Palmarès
Alors qu'il évolue à Aalborg, Nicolaj Thomsen réalise un doublé championnat du Danemark-Coupe du Danemark lors de la saison 2013-2014.